# 1516
1516 (MDXVI) je bilo prestopno leto, ki se je po julijanskem koledarju začelo na torek.

## Dogodki
- Belgija postane španska last

## Rojstva
- 18. februar - Marija I., angleška kraljica († 1558)
- 5. november - Martin Helwig, nemški kartograf († 1574)

Neznan datum
- Dmitro Višnevecki, prvi hetman Zaporoških kozakov († 1563)
- Sujumbike, kazanska regentinja in tatarstanska narodna junakinja († 1557)

## Smrti
- 23. januar - Ferdinand II., kralj Aragonije in Kastilije (* 1452)
- 13. marec - Vladislav II. Ogrski, češki, ogrski in hrvaški kralj (* 1456)
- 9. avgust - Hieronymus Bosch, nizozemski slikar (*okoli 1450)

Neznan datum
- Šejk Aulijar, kan Kasimskega kanata (* neznano)